# ロドニー・グラハム
ロドニー・グラハム（Rodney Graham、1949年1月16日 - 2022年10月22日）は、カナダのアーティスト、音楽家。バンクーバースクールの作家として知られる。

## 経歴
カナダのブリティッシュコロンビア州アボッツフォード出身。1971年ブリティッシュコロンビア大学卒。1979-81年アーティスト仲間のジェフ・ウォールらとUJ3RK5（ユージャーク、en:U-J3RK5）というバンドを組む。妻でアーティストのShannon Oksanenと共にバンクーバー在住。

## 作品
1970年代のバンクーバーでのコンセプチュアルフォトの伝統から輩出されたグラハムの作品はしばしば歴史上の文学的、音楽的、哲学的、大衆的なリファレンス（引用）によって制作される。 ヴィッキー・アレクサンダー（en:Vikky Alexander）、ジェフ・ウォール、スタン・ダグラス（en: Stan Douglas）、ロイ・アーデン（en:Roy Arden）、ケン・ラム（en:Ken Lum）らと共にカナダ西海岸系アーティストとして分類される。グラハムの幅広く、時にカテゴライズできない作品にはテクノロジーと過去との融合が見られる。それは文学的、哲学的、音楽的テキスト、光学機器、そして歴史的媒体としての映画やフィルムにまでおよぶ。
初期の作品である Camera Obscura (1979)は、アボッツフォード近辺にある彼の実家の農場に設置した小屋サイズのカメラオブスキュラを含むサイトスペシフィック・アートである。小屋に入ると観客は一本の木の倒立画像に直面する。 これに先立ちRome Ruins (1978)といった作品において、また1980年代と90年代を通じ、グラハムはカメラオブスキュラ技術を作品に取り入れた。
80年代初頭、グラハムはファウンド・テキストを取り入れ、本を使ったコンセプチュアルで物質的な作品を制作した。Dr. No (1991)では本の追加ページとしてループしたテキストをしおりの様に挟み込み、Lenz (1983)、Reading Machine for Lenz (1993)では本を光学機器の一部として取り扱っている。これらはベルギーの出版社Yves GevaretやギャラリストChristine Burginの協力により制作された。グラハムの多方面にわたる作品群は、テキスト外の要素を発展させる感覚においてジークムント・フロイトとの関連性があり、この例としてファウンド・ブック作品であるStandard Edition (1988)はドナルド・ジャッドのようなスペシフィック・オブジェクト  にフロイトの本が組み合わされている。
1994年には自身が主要キャラクターとして出演する映像作品の制作を開始した。代表作としてはHalcion Sleep (1994)、Vexation Island (1997)（1997年ヴェネツィア・ビエンナーレカナダパビリオンにて展示）、How I Became a Ramblin' Man (1999) など。The Phonokinetoscope (2002)では映画の起源と、結果的に引き起こされる表面的要素を組み合わせた作品で、エジソンが発明したキネトスコープを取り上げ、映画における音楽と映像の関係性についての議論を示している。Rheinmetall/Victoria 8 (2003)ではタイプライターの映像を映写機で映し出し、時代遅れになりつつあるこの二つの技術を向かい合わせに配置している。
2003年には作品に絵画の要素を初めて取り入れる。The Gifted Amateur, November 10th, 1962 (2007),では自身がアマチュア画家として出演し、アーティストの役割についての問題提議や、継続されるパフォーマンス性と彼の作品における美術史の方向性が提示されている。
2009年、パリのジュ・ド・ポーム国立美術館においてドイツの映画作家ハルン・ファロッキ（en:Harun Farocki）と共に映像インスタレーション"HF/RG"を展示した。 
2022年10月24日、バンクーバーにて死去。